# كلية سوارثمور
كلية سوارثمور هي كلية خاصة للعلوم الإنسانية في سوارثمور ضمن ولاية بنسلفانيا. أُنشئت الكلية عام 1864، وعُقد أول صفٍّ فيها عام 1869، كانت كلية سوارثمورت إحدى أولى الكليات المختلطة في الولايات المتحدة الأمريكية. أُحدثت الكلية بمساعدة جمعية الأصدقاء الدينية، وبإمكان الدارسين فيها الحصول على تعليم مساوٍ للتعليم الذي تقدمه أفضل المعاهد في البلد. بحلول عام 1906، ألغت كلية سوارثمور انخراطها في المجال الديني، وأصبحت كليةً غير طائفية رسميًا.
كلية سوارثمور عضو في اتحاد الكليات الثلاثية، والذي يشمل كلية براين ماور وكلية هافيرفورد، وفقاً لمعاهدة أكاديمية تعاونية بين المدارس الثلاث. تندرج كلية سوارثمور أيضاً تحت جامعة بنسلفانيا وفقاً لاتحاد جمعية الأصدقاء، والذي يسمح للطلاب بالتسجيل في صفوفٍ ضمن المعاهد التعليمية الأربع. تقدّم كلية سوارثمور 600 مقرر دراسي في السنة، وتشمل تلك المقررات أكثر من 40 مجالاً دراسياً، من ضمنها برنامج الهندسة المُعتمد، التابع لمنظمة الاعتماد الأكاديمي للهندسة والتكنولوجيا، والذي يحصل الطالب عند إكماله على درجة بكالوريوس في العلوم باختصاص الهندسة.
وبالرغم من صغر كلية سوارثمور، لكن خريجيها احتلوا مناصب بارزة في الكثير من المجالات. فخرّجت الكلية 5 طلاب حازوا لاحقاً على جوائز نوبل، و11 زميلاً لمؤسسة مكارثر، و30 شخصاً حازوا على منحة رودس، و27 شخصاً حازوا على منحة هاري ترومان، و10 حصلوا على منحة مارشال، و201 شخص حازوا على منحة من برنامج فولبرايت. بالإضافة إلى الكثير من الشخصيات البارزة في مجالات الحقوق والفنون والعلوم والأعمال والسياسة والمجالات الأكاديمية وغيرها.

## تاريخ
لاسم «سوارثمور» جذورٌ في التاريخ المبكر لجمعية الأصدقاء الدينية. في إنجلترا، كان قصر سوارثمور هول قرب بلدة أولفرستون في كومبريا (سابقاً في لانكشاير) منزل توماس ومارغريت فيل في عام 1652 عندما زارهم جورج فوكس –بعدما حضر عيد الغطاس في بيندل هيل عام 1651. تحوّلت تلك الزيارة إلى صحبة طويلة، فأقنع فوكس السيد والسيدة فيل بآرائه. كانت سوارثمور حينها مكاناً لأولى الاجتماعات، والتي نتج عنها لاحقاً جمعية الأصدقاء الدينية.
أُنشئت الجامعة عام 1864 على يد لجنة الاجتماعات السنوية التابعة لفرع «هيكسايت» (أحد أفرع جمعية الأصدقاء) في فيلادلفيا ونيويورك وبالتيمور، وهكذا كانت الكلية الوحيدةَ التي أنشأها فرع «هيكسايت»، بينما كانت المعاهد السابقة التي تنتمي لجمعية الأصدقاء، مثل كلية هافيرفورد، أورثوذكسية. عُقدت الصفوف الأولى ضمن الكلية عام 1869، وكان إدوارد باريش (1822–1872) أول رئيسٍ لها. أصر بعض أعضاء جمعية الأصدقاء، أمثال لوكريشا موت ومارثا إليكوت تايسون، على أن تكون كلية سوارثمور مختلطة. كان الرئيس الثاني للكلية هو إدوارد هيكس ماجيل، وخدم في منصبه 17 عاماً. كانت ابنته هيلين ماجيل (1853–1944) من الدفعة الأولى التي تخرجت من الكلية عام 1873، وفي عام 1877، كانت أول امرأة في الولايات المتحدة تحصل على درجة دكتوراه في الفلسفة، كان اختصاصها الفلسفة الإغريقية، وحصلت على درجة الدكتوراه من جامعة بوسطن، في بوسطن، ماساتشوستس.
في أوائل القرن العشرين، أسست الكلية برنامجاً لكرة قدم الجامعات الأمريكية خلال فترة نشوء تلك الرياضة التي أصبحت رياضة وطنية فيما بعد، واحتوت أيضاً على أخوية ونادٍ للفتيات. في عام 1921، عُيّن فرانك أيديلوت رئيساً للكلية، وبدأ تطوير الاهتمامات الأكاديمية للكلية، ووفقاً لرؤيته الخاصة المتمثلة ببرامج الامتياز، وذلك بناءً على تجربته بصفته حائزاً على منحة رودس.
خلال الحرب العالمية الثانية، كانت كلية سوارثمور إحدى الكليات والجامعات الوطنية الـ 131 التي شاركت في برنامج تدريب الكلية البحرية ڤي–12، والذي مهد الطريق أمام الطلاب للالتحاق بالبحرية الأمريكية.
كان فولفغانغ كولر وهانس فالاخ وسولومن أش أطباء نفسيين بارزين، وأصبحوا لاحقاً أساتذة في كلية سوارثمور، والتي أصبحت بدورها مركزاً لعلم النفس الغِشتالتي. هرب كلّ من فالاخ، الذي كان يهودياً، وكولر من ألمانيا النازية بسبب سياسات الاضطهاد التي مارستها الدولة ضد اليهود. وصل كولر إلى كلية سوارثمور عام 1935 وعمل هناك حتى تقاعده عام 1958. وصل فالاخ عام 1936، وعمل باحثاً في البداية، ودرّس منذ عام 1942 وحتى عام 1975. الحتق أش، الذي كان أميريكاً بولندياً وهاجر منذ طفولته إلى الولايات المتحدة عام 1920، بالكلية سنة 1947 وعمل هناك حتى عام 1966، وأجرى تجارب الامتثال الشهيرة في كلية سوارثمور.
شهدت الكلية في ستينيات وسبعينيات القرن الماضي إعمار أبنية جديدة –مثل قاعة طعام شاربلز عام 1964، ومركز وورث الصحي عام 1965، ومبنى دانا/هالويل السكني عام 1967، ومبنى لانغ الموسيقى عام 1973. في عام 1967، أجرى رئيس الكلية كورتني سميث مراجعة عن كلية سوارثمور عام 1967، وفي عام 1969، أجرت حركة مناصرة للسود، ومؤلّفة من طلبة أمريكيين من أصول أفريقية، اعتصاماً في مكتب القبولات ساعية إلى زيادة نسبة قبول الطلبة السود في الكلية، وبناء مركز ثقافي للسود (1970) ومركز موارد للنساء (1974). أُسس أيضاً في عام 1992 برنامج الدراسات البيئية ومركز التبادل الثقافي، وفي عام 1993، افتُتح مركز لانغ للفنون التعبيرية، ثم أُنشئت قاعة كولبرغ عام 1996، وخضعت قاعة تروتر لإعادة ترميم عام 1997. بدأت الكلية عام 1999 شراء اعتمادات الطاقة المتجددة المتمثلة بطاقة الرياح. وفي العام الدراسي 2002–2003، بَنت الكلية أول سقف أخضر. في عام 2008، ظهر أول «ماسكوت» –الماسكوت هو تميمة على هيئة حيوان أو رمزٍ ما، تستخدمه الفرق الرياضية عادة لجلب الحظ –يمثل الجامعة، وهو «العنقاء فينيس».

## التصنيفات
أطلقت بعض المصادر، مثل «غرينز غايدز»، تصنيف «اللبلاب الصغير» على الكلية، في إشارة إلى كونها كلية علوم إنسانية خاصة في شمال الولايات المتحدة. وفقاً لمجلة الأخبار المحلية «يو. إس. نيوز آند وورلد ريبورت»، صُنّفت كلية سوارثمور عام 2019 في المرتبة الثالثة ضمن قائمة أفضل كليات العلوم الإنسانية في الولايات المتحدة، بينما سبقتها كلية ويليامز وكلية أمهرست، بينما تقاسمت كلية ويليسلي المركز الثالث مع كلية سوارثمور. كانت كليات أمهرست وويليامز وسوارثمور الكليات الوحيدة التي تبوأت المرتبة الأولى ضمن قائمة كليات العلوم الإنسانية منذ صدور تقييم «يو. إس. نيوز». حازت كلية سوارثمور 6 مرات على المرتبة الأولى ضمن قائمة كليات العلوم الإنسانية في الولايات المتحدة.
صنّفت مجلة فوربس كلية سوارثمور في المرتبة الخامسة والعشرين ضمن قائمتها لأفضل 650 كلية وجامعة وأكاديمية أمريكية لعام 2019.
حصلت كلية سوارثمور على المركز الرابع ضمن قائمة معاهد التعليم العالي في الولايات المتحدة وفقاً لنسبة الخريجين الذين حصلوا على درجة دكتوراه بين عامي 2002 و2011.
في أعوام 2009 و2010 و2011 و2013، صُنّفت كلية سوارثمور في المرتبة الأولى باعتباره الكلية الخاصة التي تُقدّم «أفضل سعر» مقابل التعليم وفقاً لشركة «ذا برينستون ريفيو». من المعايير الكلية للانتقاء، هناك أكثر من 30 عاملاً في ثلاث مجالات: الحياة الأكاديمية والتكلفة والمعونة المالية.